# William Knollys

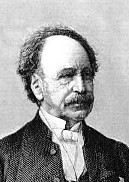
Sir William Knollys

Sir William Thomas Knollys (* 1. August 1797; † 23. Juni 1883) war ein britischer General.

## Leben
Er war der älteste Sohn des gleichnamigen britischen Generals William Knollys (1763–1834) aus dessen Ehe mit Charlotte Martha Blackwell († 1818). Er trat 1813 als Offizier in die britische Armee ein und kämpfte sofort bis 1814 in den Napoleonischen Kriegen auf der Iberischen Halbinsel („Peninsular War“). Auch nach Friedensschluss im Jahr 1815 blieb Knollys weiterhin in der Armee, verschaffte sich einen ausgezeichneten Ruf. 1854 stieg er zum Major-General, 1860 zum Lieutenant-General und schließlich 1866 zum General auf.
In den Jahren 1854 bis 1856 war er Gouverneur der Kanalinsel Guernsey. Anschließend war er bis 1860 Kommandeur der Garnison Aldershot und von 1861 bis 1862 Vizepräsident des „Council of Military Education“.
Von 1862 bis 1877 war er Schatzmeister (Comptroller and Treasurer of the Household) des Prince of Wales, des späteren Königs Edward VII. 1866 wurde er zum General befördert und 1867 als Knight Commander des Order of the Bath geadelt. Schließlich war Knollys von 1877 bis zu seinem Tod im Jahr 1883 Gentleman Usher of the Black Rod sowie Geheimrat („Privy Councillor“) und Colonel der Scots Guards.

## Ehe und Nachkommen
1830 heiratete er Elizabeth St. Aubyn (vor 1815–1878), Tochter des Sir John St. Aubyn, 5. Baronet. Mit ihr hatte er drei Töchter und fünf Söhne:
- Mirabel Jane Knollys († 1922), ⚭ 1881 Charles Francis Baring Grey;
- Hon. Elizabeth Charlotte Knollys († 1930), Hofdame für Königin Alexandra;
- Constance Knollys († 1903), ⚭ 1882 Rev. Archibald Augustus Knollys;
- William Wallingford Knollys (1833–1904), Lieutenant-Colonel der British Army, ⚭ 1860 Sophia Elizabeth Tuckfield Goldsworthy;
- Francis Knollys, 1. Viscount Knollys (1837–1924), ⚭ 1887 Hon. Arden Mary Tyrwhitt;
- Sir Henry Knollys (1840–1930), Colonel der Royal Artillery, Privatsekretär von Königin Maud von Norwegen, ⚭ (1) 1876 Louisa Elizabeth Eyre, ⚭ (2) 1909 Florence Mary Goodeve;
- Frederick Robert Knollys (1846–1926), ⚭ (1) 1870 Laura Caroline Bristow, ⚭ (2) 1875 Rosalinda Eleanor Butler, ⚭ (3) 1882 Edith Mary Wood;
- Arthur Cyprian Knollys (1850–1890), Captain der Scots Guards, ⚭ 1885 Florence Rose Wood.